# Remy Thorne
Remy Thorne, né Remington Hunter James Thorne le 22 décembre 1995 à Atlanta en Géorgie, et un acteur, écrivain et mannequin américain. Il est le frère de Bella Thorne.

## Vie privée et famille
Remy Thorne naît à Atlanta, en Géorgie, et réside maintenant à Los Angeles, en Californie. Il a trois sœurs : Bella (née en 1997), Dani (née en 1993) et Kaili (née 1992), qui sont également actrices et mannequins. Sa mère, Tamara Thorne, est photographe. Son père, Charlie Thorne, est mort le 15 avril 2007.

## Carrière
Son premier film a été un rôle non crédité en tant que fan en marge dans le film Stuck on You en 2003. Il a depuis été publié dans de nombreux films et projets de télévision, y compris House, Urgences, Esprits criminels (dans le rôle de Spencer Reid jeune), October Road, et a également été en vedette dans plus de 27 films publicitaires. Remy a également écrit des histoires et a été publié au Talent Writers Company. Il joue dans Rubber, de Quentin Dupieux, présenté à Cannes en 2010 et plébiscité par la presse.